# Boží muka (Bílov)
Boží muka, v Bílově v okrese Nový Jičín v Moravskoslezském kraji, jsou boží muka (zděná sloupová kaplička) a také kulturní památka České republiky. Nachází se u silnice II/647 pod vrcholem kopce U Větřáku v pohoří Těškovická pahorkatina, přírodním parku Oderské vrchy a v Horním Slezsku. Je to zděná osazená a omítnutá sloupová stavba s výklenky a se stříškou. Půdorys stavby je čtvercový. S největší pravděpodobností byla postavena v roce 1549 (nad soklem je vytesán letopočet 1549) a památkově chráněná je od 3. května 1958.

## Další informace
Boží muka jsou konci trasy naučné stezky Hubleska a na trase cyklostezky 6039. Místo je celoročně volně přístupné. V blízkosti se nachází fotovoltaická elektrárna.

## Galerie

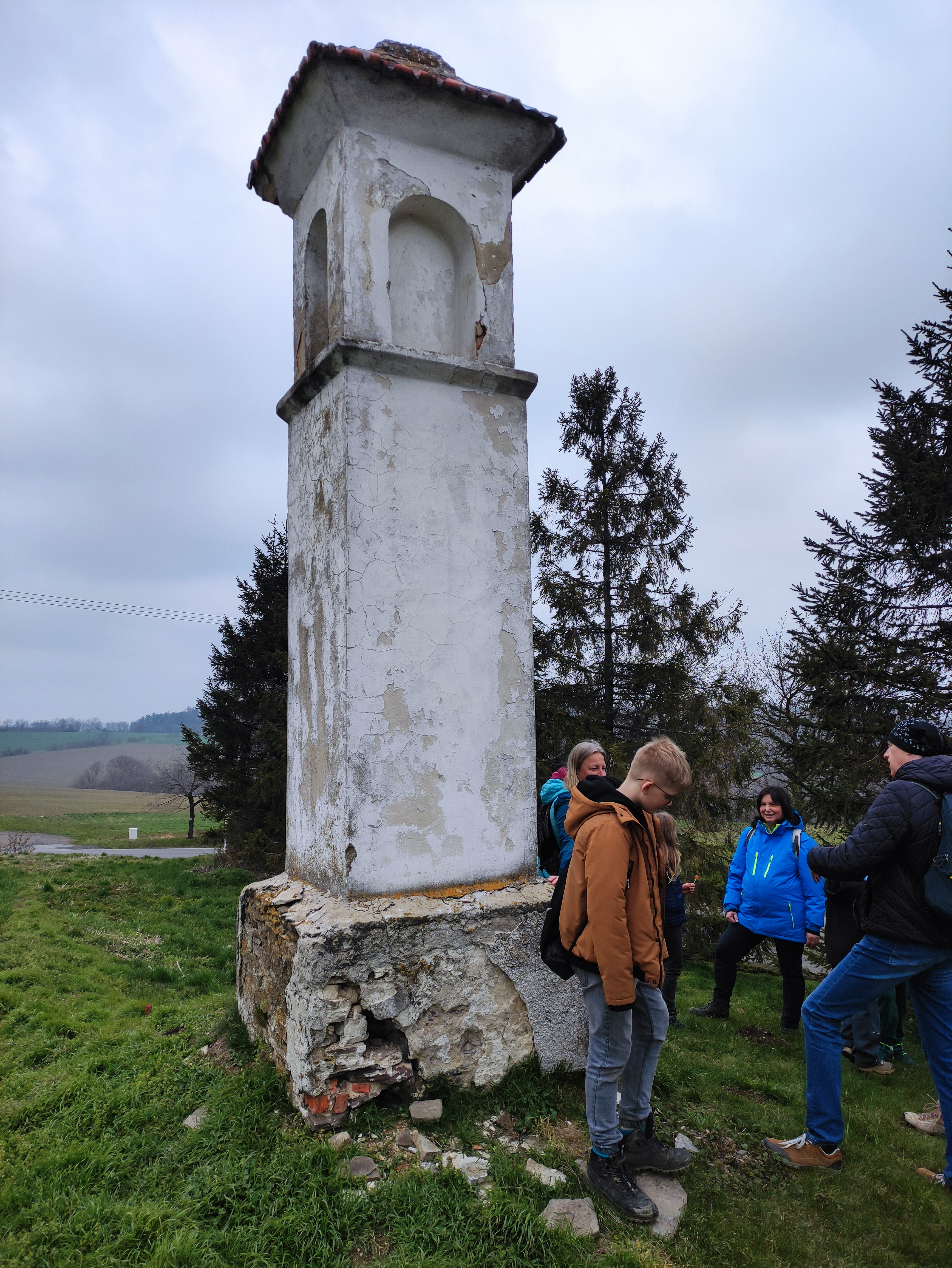
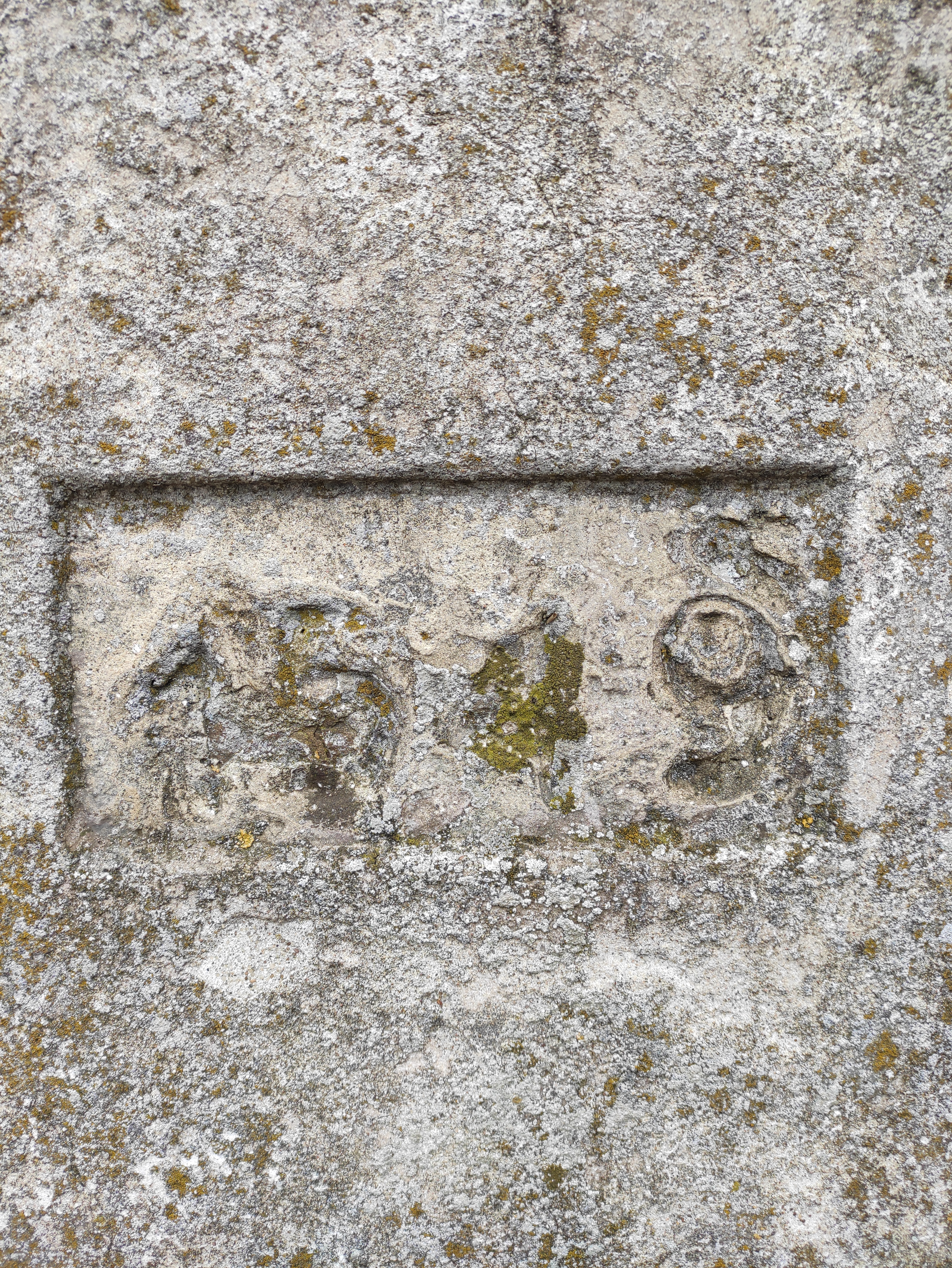
Vytesaný nápis 1549